# Ixora reducta
Ixora reducta là một loài thực vật có hoa trong họ Thiến thảo. Loài này được Drake ex Guédès mô tả khoa học đầu tiên năm 1986.